# Косвенно ионизирующее излучение
Ко́свенно ионизи́рующее излуче́ние — корпускулярное излучение незаряженных частиц (нейтронное излучение), электромагнитное ионизирующее излучение (рентгеновское, γ-излучение) или излучение квазичастиц (фотоны), которые сами ионизации не вызывают и при воздействии на среду могут создавать в ней непосредственно ионизирующее излучение или вызывать ядерные реакции. Образовавшиеся вторичные электроны или другие заряженные частицы, а также так называемые ядра отдачи и производят ионизацию вещества среды.

## Применение
При радиационной защите в случае косвенно ионизирующего излучения учитывают энергетический спектр, угловое и пространственное распределение излучения, геометрию источника (точечный, протяжённый, объёмный); соответственно выбирают конструкцию защиты (геометрию, состав защитного материала, толщину его слоя и т. д.).